# Elezioni generali in Nuova Zelanda del 2017
Le elezioni generali in Nuova Zelanda del 2017 si tennero il 23 settembre per il rinnovo della Camera dei rappresentanti.
Il Partito Nazionale della Nuova Zelanda, guidato dal primo ministro uscente Bill English, si confermò come prima forza politica, ma non ottenne la maggioranza assoluta dei seggi; il Partito Laburista, giunto al secondo posto, riuscì invece a concludere un accordo con New Zealand First e col Partito Verde dando vita ad un governo di coalizione guidato da Jacinda Ardern, di estrazione laburista.

## Risultati
| Liste                                    | Nazionale | Nazionale | Nazionale | Circoscrizionale | Circoscrizionale | Circoscrizionale | Totale seggi |
| Liste                                    | Voti      | %         | Seggi     | Voti             | %                | Seggi            | Totale seggi |
| ---------------------------------------- | --------- | --------- | --------- | ---------------- | ---------------- | ---------------- | ------------ |
| Partito Nazionale della Nuova Zelanda    | 1 152 075 | 44,45     | 15        | 1 114 367        | 44,05            | 41               | 56           |
| Partito Laburista della Nuova Zelanda    | 956 184   | 36,89     | 17        | 958 155          | 37,88            | 29               | 46           |
| New Zealand First                        | 186 706   | 7,20      | 9         | 137 816          | 5,45             | -                | 9            |
| Partito Verde della Nuova Zelanda        | 162 443   | 6,27      | 8         | 174 725          | 6,91             | -                | 8            |
| Partito delle Opportunità                | 63 261    | 2,44      | -         | 26 034           | 1,03             | -                | -            |
| Partito Maori                            | 30 580    | 1,18      | -         | 53 247           | 2,11             | -                | -            |
| ACT New Zealand                          | 13 075    | 0,50      | -         | 25 471           | 1,01             | 1                | 1            |
| Aotearoa Legalise Cannabis Party         | 8 075     | 0,31      | -         | 4 144            | 0,16             | -                | -            |
| Partito Conservatore della Nuova Zelanda | 6 253     | 0,24      | -         | 6 115            | 0,24             | -                | -            |
| Mana Movement                            | 3 642     | 0,14      | -         | 8 196            | 0,32             | -                | -            |
| Ban 1080 Party                           | 3 005     | 0,12      | -         | 3 003            | 0,12             | -                | -            |
| Altri <0,10%                             | 6 597     | 0,25      | -         | 18 258           | 0,72             | -                | -            |
| Totale                                   | 2 591 896 | 100       | 49        | 2 529 531        | 100              | 71               | 120          |